# Parrésia
Parrésia : Revue pro východní křesťanství je vědecký časopis, který vychází od roku 2007 v rámci edice Pro Oriente. Dědictví křesťanského Východu v nakladatelství Pavel Mervart ve spolupráci s Ústavem východního křesťanství Husitské teologické fakulty Univerzity Karlovy Praha.
Věnuje se východnímu křesťanství v celé jeho šíři (meziodborově) a je jediným akademickým periodikem svého druhu v Česku a na Slovensku. Ve spolupráci s předními českými i světovými odborníky se kromě otázek teologických zaměřuje také na dějiny, kulturu či politické souvislosti života východních církví. 
Šéfredaktoři: Michal Řoutil a Pavel Milko.

## Vydané svazky
- Parrésia. Revue pro východní křesťanství I (2007), ISBN 978-80-86818-59-7, ISSN 1802-8209
- Parrésia. Revue pro východní křesťanství II–III (2008–2009), ISBN 978-80-87378-20-5, ISSN 1802-8209
- Parrésia. Revue pro východní křesťanství IV (2010), ISBN 978-80-87378-84-7, ISSN 1802-8209
- Parrésia. Revue pro východní křesťanství V (2011), ISBN 978-80-7465-031-4, ISSN 1802-8209
- Parrésia. Revue pro východní křesťanství VI (2012), ISBN 978-80-7465-057-4, ISSN 1802-8209
- Parrésia. Revue pro východní křesťanství VII (2013), ISBN 978-80-7465-100-7, ISSN 1802-8209
- Parrésia. Revue pro východní křesťanství VIII (2014), ISBN 978-80-7465-150-2, ISSN 1802-8209
- Parrésia. Revue pro východní křesťanství IX–X (2015–2016), ISBN 978-80-7465-284-4, ISSN 1802-8209
- Parrésia. Revue pro východní křesťanství XI (2017), ISBN 978-80-7465-348-3, ISSN 1802-8209
- Parrésia. Revue pro východní křesťanství XII (2018), ISBN 978-80-7465-407-7, ISSN 1802-8209
- Parrésia. Revue pro východní křesťanství XIII–XIV (2019–2020), ISBN 978-80-7465-459-6, ISSN 1802-8209
- Parrésia. Revue pro východní křesťanství XV (2021), ISBN 978-80-7465-505-0, ISSN 1802-8209
- Parrésia. Revue pro východní křesťanství XVI (2022), ISBN 978-80-7465-578-4